# Mischa Hietanen
Mischa Hietanen, född 1951, död 2016, var en finlandssvensk journalist, skådespelare och teaterregissör. Hietanen var utbildad skådespelare och har verkat vid Wasa Teater, Skolteatern och Vasa stadsteater. Han regisserade också sommarteatrar och revyer över hela Österbotten. Han blev bekant för en hel generation finlandssvenskar då han 1994 spelade handdockan Plåstret i FST:s julkalender Plåstrets pirat-tv.
Från och med 1998 arbetade Hietanen på Svenska Yles redaktion i Österbotten. Han var redaktör för tv-programmen Kustkanalen, Närbild och reporter för TV-nytt, Radio Vega Österbotten och riksradion. Han gick i pension 2014.